# ドコロ県

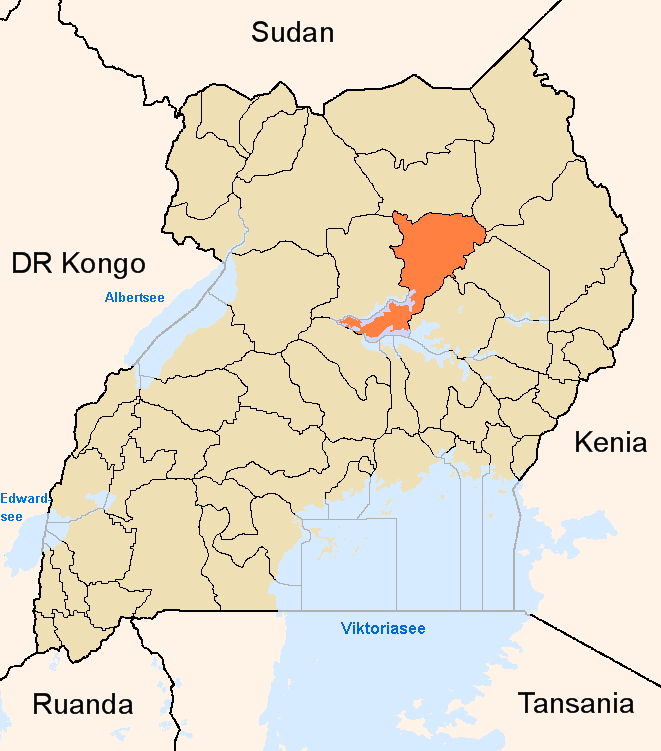
2001年から2005年のリラ県、その中部がドコロ県

ドコロ県 (ドコロけん、Dokolo District) はウガンダ中北部、ランゴ地方東部の県。リラ県の中部に置かれていたドコロ郡が2006年7月1日に分割され設置された。2002年の国勢調査人口は 131,047 人。知事に相当する第5地域議会 (LC5) の議長はジョン・バプティスト・オケロである。

## 隣接する県
南西にクワニア湖を挟みアモラタル県、西にアパッチ県、南東にテソ地方のカベラマイド県と接する。